# محمد قريع
'محمد قريع ممثل ومخرج تونسي من مواليد 26 جوان 1971.